# Besim Levonja
Besim Levonja (ur. 16 marca 1924 w Elbasanie, zm. 21 czerwca 1968 w Tiranie) – albański aktor, reżyser i dramaturg.

## Biogram
W czasie II wojny światowej działał w komunistycznym ruchu oporu, za swoją działalność był więziony przez włoskie władze okupacyjne. Uwolniony dzięki wstawiennictwu Qazima Mulletiego, prefekta Tirany. W maju 1944 wstąpił do Komunistycznej Partii Albanii. Po uwolnieniu występował w Teatrze Partyzanckim. Po zakończeniu wojny należał do zespołu tworzącego Teatr Ludowy, przemianowany później na Teatr Narodowy (alb. Teatri Kombetar) i jednym z pierwszych reżyserów w tym zespole. Zadebiutował w dramacie Coni, Ishja, Roma w 1945. W latach 1953–1959 pracował w Estradzie Państwowej (Estrada e Shtetit), jako aktor i reżyser. Wystąpił w dwóch filmach fabularnych.
Od 1945 pisał sztuki dramatyczne, debiutując jednoaktówką Ceni Hoxhe. Najbardziej znana w dorobku Levonji stała się komedia Prefekt powstała w 1948 – jeden z najczęściej wystawianych dramatów na scenach albańskich. W 1970 napisał wspomnienia z okresu pracy w teatrze (Ditari ynë).
Został uhonorowany przez władze Albanii tytułem Bohatera Pracy Socjalistycznej (alb. Hero i Punes Socialiste) oraz pośmiertnie tytułem Zasłużonego Artysty (alb. Artist i Merituar).
Był żonaty (żona Behije Çela była aktorką), miał syna Gavrosha (koszykarza i dziennikarza sportowego).

## Role filmowe
- 1961: Debatik jako kierowca Lymi
- 1964: Toka jone jako Roja

## Dramaty
- 1945: Ceni Hoxhe (jednoaktówka)
- 1948: Prefekti (Prefekt)
- 1951: Jane plaget qe flasin (Rany, które mówią)
- 1955: Dasma e madhe (Wielkie wesele)
- 1967: Flamur ne stuhi (Flaga w burzy)